# گارد پالاتین

یک سرباز گارد پالاتین در لباس فرم

گارد پالاتین ( ایتالیایی: Guardia Palatina d'Onore) یک واحد نظامی متعلق به واتیکان بود. این واحد نظامی در سال ۱۸۵۰ تشکیل شد، زمانی‌که پاپ پیوس IX دستور ادغام دو واحد شبه‌نظامی ایالات پاپی را صادر کرد. این واحد نظامی به‌عنوان یک پیاده نظام تشکیل شد و در نظارت و مراقبت از شهر رم مشارکت داشت. تنها موقعیتی که این واحد نظامی مشغول به فعالیت شد، در طول مقاومت روز ۲۰ سپتامبر ۱۸۷۰، در برابر اشغال رم توسط سربازان دولت ایتالیا بود.